# Vyšný Žipov
Vyšný Žipov es un municipio del distrito de Vranov nad Topľou en la región de Prešov, Eslovaquia, con una población estimada a final del año 2024 de 1164 habitantes.
Se encuentra ubicado en el centro-sur de la región, cerca del río Topľa (cuenca hidrográfica del río Tisza) y de la frontera con la región de Košice.

## Demografía
| Año        | 1994 | 2004    | 2014    | 2024    |
| ---------- | ---- | ------- | ------- | ------- |
| Población  | 1165 | 1211    | 1173    | 1164    |
| Diferencia |      | +3,94 % | −3,13 % | −0,76 % |

| Año        | 2023 | 2024    |
| ---------- | ---- | ------- |
| Población  | 1151 | 1164    |
| Diferencia |      | +1,12 % |